# Macedonian Airlines MAT
MAT Macedonian Airlines (Македонски Авио Транспорт, Makedonski Avio Transport) war die nationale Fluggesellschaft Nordmazedoniens mit Sitz in Skopje.

## Geschichte
MAT Macedonian Airlines wurde am 17. Januar 1994 gegründet und nahm den Flugbetrieb im Juni 1994 mit einem Flug nach Zürich auf.
Im Dezember 2008 wurde MAT Macedonian Airlines die Genehmigungen für die Verbindungen nach Deutschland und Italien entzogen, da Gebühren von Eurocontrol nicht bezahlt worden waren. Wien und Zürich wurden weiterhin bedient.
Macedonian Airlines hat am 20. Mai 2009 den Flugbetrieb eingestellt.

## Flugziele
MAT Macedonian Airlines bediente ausschließlich europäische Ziele. Direkte Zielflughäfen waren Berlin, Düsseldorf, Istanbul, Hamburg, Wien, Zürich, Rom und Amsterdam. Ab Ohrid bestanden Verbindungen nach Düsseldorf, Wien und Zürich.

## Flotte

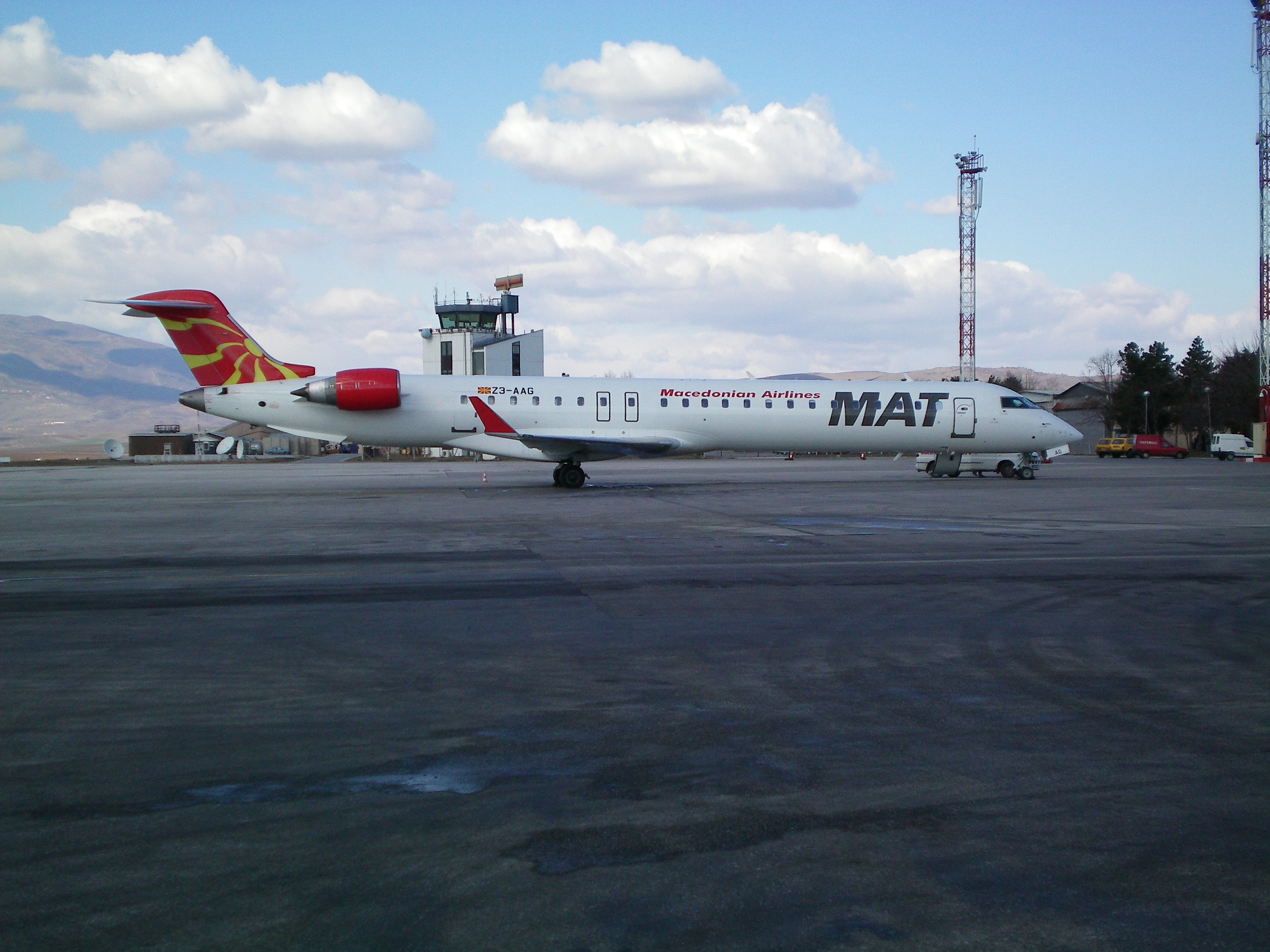
Eine Bombardier CRJ900 der MAT

Vor Einstellung des Flugbetriebs bestand die Flotte der Macedonian Airlines mit Stand März 2009 aus zwei Flugzeugen:
- 1 Boeing 737-500
- 1 Bombardier CRJ900